# Hüttenrauch
Hüttenrauch (in Dialekten auch Hüttrach, Hittrach, Hidri etc. genannt) ist ein Fachausdruck sowohl für bei der Verhüttung von Metallen, etwa im Hochofenbetrieb, entstehende Stäube, die in Flugstaubkammern abgesondert werden können, als auch für gasförmige Anteile (Abgase), die sich erst bei Abkühlung als Stäube niederschlagen. Durch spezifische Nasswäsche können sie neutralisiert oder separiert werden. Historisch bezeichnete man als Hüttenrauch insbesondere das Arsenik (Arsenoxid).

## Arsenik
Zu den giftigen, zumindest aber schädlichen Abgasen zählte man schon immer die arsenhaltigen. Historisch bezeichnet man als „Hüttenrauch“ (im Mittelalter auch lateinisch tutia und mittelhochdeutsch tuttiān genannt) ausschließlich das in langen, abkühlenden und auf diese Weise den Niederschlag begünstigenden Kanälen als weißes Pulver gewonnene Arsenik oder Arsentrioxid (As2O3). Es ist unverändert von Bedeutung als Ausgangsmaterial verschiedener Arsenverbindungen sowie zur Reindarstellung des Halbmetalls Arsen.
Primärbleierzeuger befassen sich mit der Optimierung der Arsen-Fällung in ihren Abwasserbehandlungsanlagen.

## Andere Luftschadstoffe

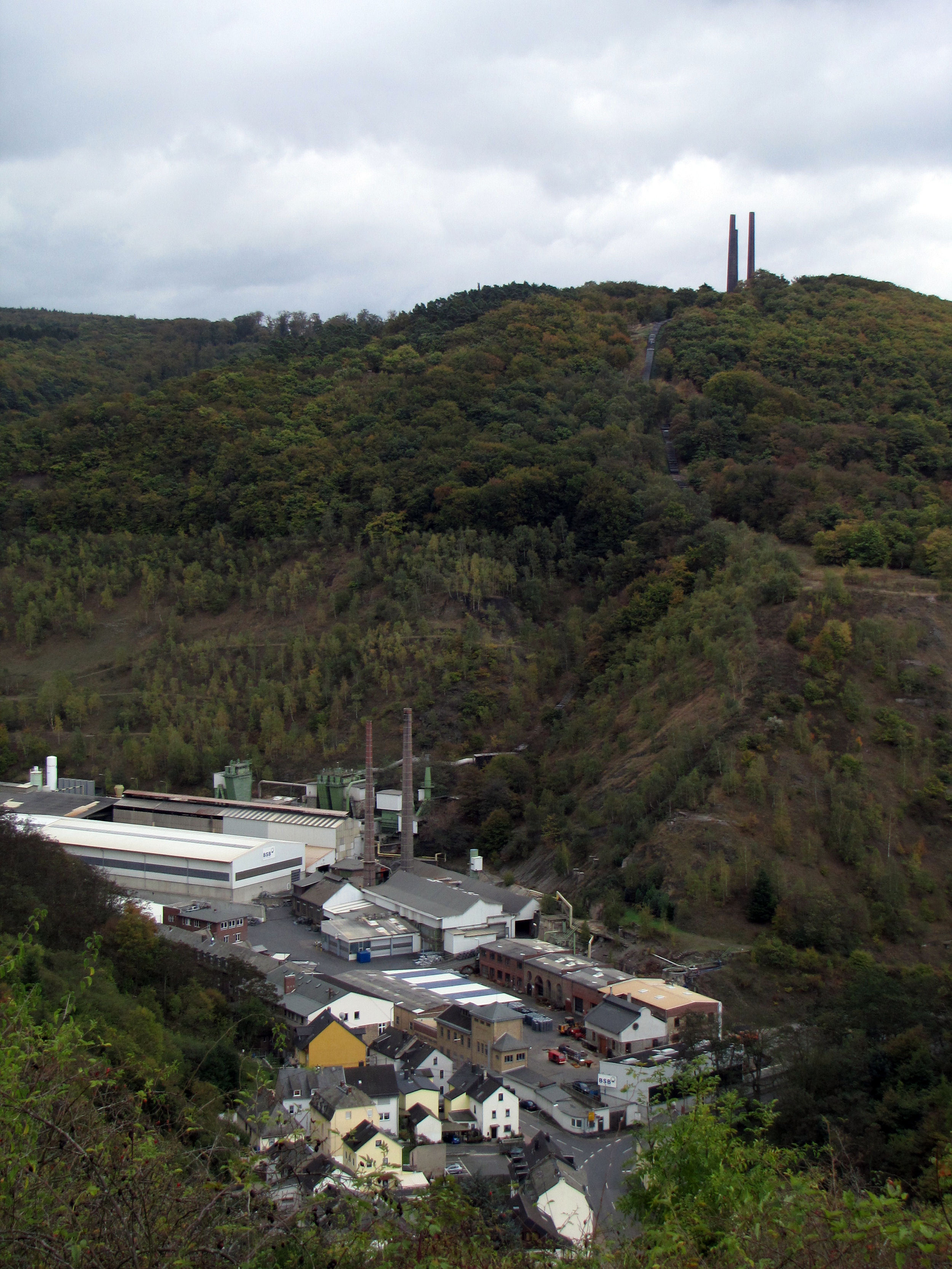
Die Blei- und Silberhütte Braubach mit den markanten drei Schornsteinen

Zu den schädlichen Abgasen zählen ferner die Stickoxide, leicht an der gelblich-rötlichen Fahne über der Schornsteinkante zu erkennen, weiter das giftige Schwefeldioxid, das mit Luftfeuchtigkeit nach der Formel
{\displaystyle \mathrm {SO_{2}+\ H_{2}O\longrightarrow \ H_{2}SO_{3}} }
zu schwefliger Säure reagiert.

## Sonstige Verwendungen
Den Arsenikessern gilt Arsenik als Suchtmittel, sie nutzen dabei nach ihrer Ansicht auch Vorteile, die ihm von der Medizin lange Zeit als Roborans  zugesprochen wurden. Bekannter wurde es bei der Schädlingsbekämpfung (Küchenschaben), insbesondere aber als Mäusegift.